# Leticia Santa Cruz
Leticia Santa Cruz (ciudad de Santa Fe, 16 de enero de 1983) es una ilustradora, animadora y artista plástica argentina.

## Biografía
Nació en la ciudad de Santa Fe, y su familia se instaló en Rafaela, donde se formó como dibujante humorística, y donde junto a un grupo de artistas comenzaron a realizar incesantes intervenciones urbanas, instalaciones y experiencias dentro del arte de acción.
En la actualidad vive en Rosario, estudiando Publicidad, posee una licenciatura en Bellas Artes en la Universidad Nacional de Rosario, y trabajó en la Escuela para Animadores de Rosario, también como profesora.
Constantes experiencias en diversas prácticas hacen que sus trabajos y estudios se visibilicen en fotografías, videoacciones, animaciones, instalaciones, dibujos.

## Obra
2010
- Beca Ministerio de Educación de la Nación Programa de Becas para estudios eslavos. Beca de estudio para la cultura eslava Charles Universidad de Praga

- Chateau CAC Córdoba. Habeaus Corpus - Conversaciones con El Cíclope.

- CCEBA - Buenos Aires. Bordeline - Muestra colectiva. Video.

2009
- Invitada a participar en representación argentina del Festival de Arte Contemporáneo INTERAKCJE, Polonia

- CEBA Buenos Aires- invitada a participar en la muestra de video arte colectiva “Bordeline, lo que está más allá de la línea”. Selección: Cintia Romero

- Invitada a participar del Encuentro Epicentro Cuzco, Cuzco-Perú.

2008
- Exposición de los videos  "4 saltos al vacío" y "20 s" en la selección colectiva de artistas curada por Moira Aguirrezabal en: Centro Cultural Embajada de España de Buenos Aires, en el espacio "Real Visual" de Córdoba y en "Poéticas Móviles", feria de arte contemporáneo auspiciada por la municipalidad de Puerto Madryn

- "Ruido", video performance, Salón Nacional 2008, Museo Municipal de Bellas Artes Juan B. Castagnino, Rosario

- Joven y Efímero 08 - Evento colectivo, Centro Cultural Parque España, de Rosario

2007
- "Salto al vacío", fotografía. Salón Plateado, Segundo Premio, Espacio Cordón Plateado, Rosario

- "Reflejos", 2ª Bienal de Pintura de Rafaela, Museo Municipal de Bellas Artes "Dr. Urbano Poggi". Rafaela

2006
- Beca Estímulo a Jóvenes Artistas de la provincia de Santa Fe. Fundación Nuevo Banco de Santa Fe

- Seleccionada para la Muestra Oficial Competitiva de video en la categoría Experimental del 13º Festival Latinoamericano de Video Rosario 2006

2005
- "Como surfear en un departamento" video performance, Salón Nacional 2005, Museo Municipal de Bellas Artes Juan B. Castagnino, Rosario.